# Gollum (genre)
Genre
Gollum est un genre de requins d'eaux profondes de la famille des Pseudotriakidae.

## Liste d'espèces
Selon FishBase (5 janvier 2014) et World Register of Marine Species (1 février 2016) :
- Gollum attenuatus (Garrick, 1954) - Requin-chat gollum
- Gollum suluensis Last et Gaudiano, 2011 - Requin-chat de Sulu

Selon ITIS (5 janvier 2014) :
- Gollum attenuatus (Garrick, 1954)

Ce genre a été nommé d'après le personnage Gollum des œuvres de J.R.R. Tolkien en raison de son mode de vie et de son apparence.